# 가미쓰쓰이역
가미쓰쓰이역(일본어: 上筒井駅, かみつついえき)은 일본 효고현 고베시 후키아이 구 사카구치도리에 있었던 한신 급행전철 (현・한큐전철) 고베 본선의 지선(가미쓰쓰이 선) 상에 존재한 철도역이다. 산노미야역으로 노선이 연장되기 전까지는 본 역이 고베 본선의 터미널역이었고, 고베역(일본어: 神戸駅, こうべえき)을 자칭하고 있었다.

## 역사
한큐에서는 고베 본선을 건설하면서, 1919년에 지하선의 건설을 조건으로 철도성 산노미야 역에 출입이 인가된 본 회사는 공비가 걸린다고 하여 고가선으로 건설을 주장하는 도시 계획의 문제에서부터 고베 시 사이에 잠시 갈등하게 되었다.
따라서, 당분간 산노미야 방면의 연장은 되지 않을 것을 예측하여 일단 고베 시 야마테 동단에 있어서 고베 시영 전차 누노비키 선이 통과했던 가미쓰쓰이 고베역의 이름으로 잠정 터미널을 마련키로 했다. 이로써, 1920년에 우메다역에서 당역 구간에서 영업을 시작했다.
역은 현재의 현 복지 센터 주변(주오 구 사카구치도리 2초메)에 존재했다. 두단식 승강장 2면 3선의 구조였지만, 승강장 유효 길이는 특급용 900형 2량 편성이 빠듯하게 정차할 수밖에 없었다.
협상 결과로, 기차 산노미야 역까지 고가선으로 건설할 수 있게 되고, 1936년에 (신)고베 역((1968년)에 산노미야 역으로 개명)까지 진출을 도모하였다. 이때, (구)고베 역도 가미쓰쓰이역으로 개명하여 남게 된다. 신구선의 분기점에 니시나다 역(현・오지코엔 역)을 두고 니시나다 ~ 가미쓰쓰이 구간의 정기 왕복 운행으로 했다.
그러나, 가미쓰쓰이 선이라는 맹장선의 종단으로 된 후 쓰쓰이 역 이용객은 늘지 않아 1940년에 폐역이 되었다. 폐지 직전에는 니시나다 ~ 가미쓰쓰이 구간에 단선이 되는 동시에 역 배선은 1면 2선으로 축소되었다.
또한, 가미쓰쓰이 지선의 폐지 후 1941년에 본 구간과 거의 병행하는 형태로, 고베 시영 전차 이시야가와 선(1969년에 폐지)의 가미쓰쓰이 ~ 하라다 간이 개업하였다.
- 1920년 7월 16일: 고베 역으로 개업.
- 1936년 4월 1일: 가미쓰쓰이 역으로 명칭 변경.
- 1940년 5월 20일: 폐지.

## 인접역
| 한신 급행전철 가미쓰쓰이 선           | 한신 급행전철 가미쓰쓰이 선 | 한신 급행전철 가미쓰쓰이 선 |
| ------------------------------------- | --------------------------- | --------------------------- |
| 니시나다 (현・오지코엔) 니시나다 방면 |                             | 시·종착역                   |